# Вашингтон Кэпиталз
«Вашингто́н Кэ́питалз» (англ. Washington Capitals) — профессиональный хоккейный клуб из Вашингтона, США. «Вашингтон» представляет Столичный дивизион Восточной конференции в Национальной хоккейной лиге. Появившись в НХЛ в 1974 году, «Кэпиталз» дважды смогли добраться до финала Кубка Стэнли, в 1998 и 2018 годах. В первом своём финале «Кэпиталз» «всухую» уступили «Детройт Ред Уингз», а во втором завоевали Кубок Стэнли, обыграв «Вегас Голден Найтс» 4-1. «Вашингтон» трижды выигрывал Президентский Кубок за победу в регулярном чемпионате НХЛ в 2010, 2016 и 2017 годах.

## История

### Создание и первые годы в НХЛ
В 1972 году Эйб Поллин (Abe Pollin), владелец строительной компании и команды НБА «Балтимор Буллетс», заявил о своём намерении получить право на создание команды НХЛ в Вашингтоне. В мае того же года он лично доставил заявку в офис НХЛ. В это время руководство лиги рассматривало десять заявок на две вакансии, и шансы Вашингтона получить одну из них расценивались очень низко — 1 к 600. Только настойчивость и впечатляющие обещания Поллина о постройке новой арены к сезону 1974/75 сумели склонить мнение руководителей НХЛ в пользу Вашингтона.
Однако планы Поллина на возведение новой арены в самом Вашингтоне были сорваны бюрократическими задержками и спорами, и он решил построить стадион на свои деньги в Лэндовере, штат Мэриленд, оставив название «Вашингтон». 18-тысячная арена была возведена за 15 месяцев и являлась лучшим стадионом в НХЛ в то время.
Официально организация «Вашингтон Кэпиталз» родилась 11 июня 1974 года. В первые годы «Кэпиталз» были аутсайдерами. В свой первый сезон они установили несколько действующих и по сей день антирекордов НХЛ: по наименьшему количеству побед (8), наименьшему количеству очков (21), наибольшему количеству пропущенных шайб (446), худшей разнице голов (-265), серии поражений (17).

### Регулярное участие в плей-офф и первый финал
Улучшения в результатах «Кэпиталз» стали появляться с 1982 года, когда уставший от поражений Поллин нанял на пост генерального менеджера 33-летнего Дэвида Пойла. Новому менеджеру удалось сделать несколько удачных обменов и вместе со старшим тренером Брайаном Мюрреем создать новую, боеспособную команду. «Кэпиталз» стали заканчивать регулярные чемпионаты в числе лидеров НХЛ и постоянно попадать в плей-офф, но, там их дороги практически постоянно пересекались с «Нью-Йорк Айлендерс», и победа всегда оставалась на стороне ньюйоркцев. В 1990 году «Кэпиталз» дошли до третьего раунда розыгрыша Кубка Стэнли, но уступили «Бостону». В середине 1990-х годов на пути «Вашингтона» в плей-офф чаще всего вставали «Питтсбург Пингвинз».
В июне 1997 года, после окончания сезона, в котором «Кэпиталз» в первый раз за последние 15 лет не попали в плей-офф, Пойл покинул свой пост, и у руля «Вашингтона» встал Джордж Макфи. Первым делом Макфи пригласил на пост старшего тренера Рона Уилсона. В декабре того же года «Кэпиталз» переехали на новый стадион — «MCI Center», размещённый на этот раз в центре самого Вашингтона. В 1998 году, заняв третье место в Атлантическом дивизионе, «Кэпиталз» впервые в своей истории дошли до финала Кубка Стэнли, переиграв по очереди «Бостон», «Оттаву» и «Баффало». В финале «Вашингтон» уступил в 4 играх «Детройту». Лучшими в команде в тот год были вратарь Олаф Кёльциг, защитник Сергей Гончар, нападающие Петер Бондра, Адам Оутс, Джо Жюно и Дейл Хантер.

### Ухудшение результатов
Сезон 1998-99 стал шагом назад. «Вашингтон Кэпиталз» с 78 очками заняли лишь 12-е место в Восточной конференции и не попали в плей-офф. На будущий год команда, во многом благодаря надёжной игре Колцига, признанного лучшим голкипером НХЛ, показала отличный результат в регулярном чемпионате, но неожиданно проиграла «Питтсбургу» уже в первом раунде плей-офф.
Летом 2001 года «Кэпиталз» совершили самую большую сделку в своей истории, получив по обмену из «Питтсбурга» чешского форварда Яромира Ягра, несколько раз признававшегося лучшим хоккеистом НХЛ. Однако из-за многочисленных травм ведущих игроков столичный клуб провалил чемпионат 2001-02 и не смог попасть в число соискателей Кубка Стэнли. Сразу после окончания сезона Рон Уилсон был уволен со своего поста.
Ситуация стала ещё хуже в сезоне 2003-04. Полный провал на старте чемпионата повлёк за собой распродажу всех ведущих и высокооплачиваемых хоккеистов, включая Ягра, Гончара, Бондру, Ланга. В итоге «Кэпиталз» финишировали лишь на 28-м месте. В драфт-лотерее «Вашингтон» получил право первого выбора на драфте 2004 года. В клубе началась перестройка.

### Эпоха Александра Овечкина

#### Становление Александра Овечкина и первый Президентский кубок
Право первого выбора на драфте «Кэпиталз» использовали, чтобы получить восходящую звезду — молодого российского нападающего Александра Овечкина. Выбор оказался удачным, уже в дебютном сезоне 2005-06 Овечкин ярко проявил себя, набрал 106 очков и стал лучшим новичком лиги, обойдя другого талантливого молодого хоккеиста Сидни Кросби из «Питтсбурга». Хотя столичная команда по-прежнему оставалась в числе аутсайдеров, стало понятно, что со временем «Вашингтон» войдёт в группу лидеров НХЛ.
После неудачного начала сезона 2007-08 «Вашингтон» уволил главного тренера Глена Хэнлона и пригласил на его место Брюса Будро, работавшего тренером «Херши Беарс». Будро улучшил статистику клуба с 6-14-1 до 37-17-7, под его руководством «Вашингтон» впервые за последние семь лет выиграл Юго-Восточный дивизион и впервые за последние пять лет попал в плей-офф. Овечкин забил 65 голов (лучший результат в НХЛ с 1996 года) и набрал 112 очков, получив по итогам регулярного сезона 4 индивидуальные награды — «Харт Трофи», «Арт Росс Трофи», «Лестер Пирсон Эворд» и «Морис Ришар Трофи». Однако в первом раунде плей-офф «Кэпиталз» проиграли «Филадельфии» в семи матчах.
Сезон 2008-09 выдался у клуба неоднозначным, с одной стороны в регулярном чемпионате команда выступила удачно и заняла второе место, уступив только «Бостону». Однако в плей-офф команда не смогла пробиться дальше 2-го раунда, уступив в семи матчах «Питтсбургу», будущему обладателю Кубка Стэнли. Овечкин снова выиграл «Морис Ришар Трофи», «Лестер Пирсон Эворд» и «Харт Трофи», однако уступил «Арт Росс Трофи» своему напарнику по сборной Евгению Малкину.
В 2009-10 «Вашингтон» со статистикой 54-15-13 и 121 очками выиграл Президентский Кубок, став лучшей командой регулярного сезона НХЛ. Однако в плей-офф «Кэпиталз» провалились, уступив в первом раунде «Монреалю» в семи матчах.
В сезоне 2010-11 «Вашингтон» возглавил Восточную конференцию. Выиграв в первом раунде у «Нью-Йорк Рейнджерс» со счётом 4-1 и проиграв всухую «Тампе-Бэй», «Столичные» выбыли из розыгрыша Кубка Стэнли.
После хорошего старта в сезоне 2011-12 «Вашингтон» попал в затяжной кризис. Он одержал всего четыре победы в 13 матчах ноября, а звёзды клуба Овечкин и Сёмин стали играть значительно хуже из-за оборонительной тактики тренера. Несмотря на предыдущие успехи Будро, одержавшего свои первые 200 побед за 326 матчей, что стало рекордом НХЛ, руководство клуба приняло решение об отставке тренера. На его место пригласили бывшего капитана «Вашингтона» Дейла Хантера. «Вашингтон» занял второе место в дивизионе, в первом раунде плей-офф одолел в семиматчевой серии действующего чемпиона «Бостон Брюинз», но затем уступил в полуфинале конференции «Рейнджерс» также в семи матчах. Дейл Хантер ушёл в отставку, главным тренером стал другой бывший капитан «Вашингтона» Адам Оутс.
Сезон 2012-13, наступивший после локаута, «Вашингтон» начал плохо, потерпев ряд поражений в первые недели игр и побывав на последних местах дивизиона. Однако, к окончанию регулярного чемпионата веское слово сказал Овечкин, возглавивший список снайперов, что помогло «Вашингтону» выйти на первое место. Но в плей-офф клуб не продвинулся, уступив в первом раунде «Рейнджерс».
Сезон 2013-14 «Вашингтон» провёл неудачно. Несмотря на результативную игру Овечкина, в четвёртый раз завоевавшего «Морис Ришар Трофи», клуб занял лишь пятое место в Столичном дивизионе и впервые с 2007 года не смог выйти в плей-офф. Вскоре после окончания регулярного сезона клуб уволил генерального менеджера Джорджа Макфи и главного тренера Адама Оутса. 26 мая 2014 года новым главным тренером был назначен Барри Троц, до этого 15 сезонов руководивший командой «Нэшвилл Предаторз». Новым генеральным менеджером «Столичных» стал Брайан Маклеллан.

#### Два подряд Президентских кубка и первый Кубок Стэнли под руководством Троца
В сезоне 2014-15 под руководством Барри Троца «Вашингтон» сохранил атакующий потенциал и прибавил в организации игры. Уверенно проведя чемпионат, клуб занял второе место в Столичном дивизионе. В первом раунде плей-офф «Кэпиталз» в семи матчах одолели «Нью-Йорк Айлендерс», а в полуфинале конференции сошлись с победителем регулярного чемпионата «Нью-Йорк Рейнджерс». Ведя в серии после четырёх матчей 3-1, «Вашингтон» был близок к победе в пятом матче, но пропустил гол за 1:41 до конца третьего периода, а затем проиграл в овертайме. После победы «Рейнджерс» в шестой встрече судьба серии решалась в седьмом матче. «Вашингтон» повёл в счёте после броска Овечкина, но не удержал преимущество и вновь проиграл в овертайме. Уступив 3-4 в упорной серии, все матчи которой завершились с преимуществом в одну шайбу, клуб вновь не смог выйти в финал конференции.
Перед сезоном 2015-16 «Вашингтон» усилил состав, выменяв Ти Джея Оши и заключив контракт со свободным агентом Джастином Уильямсом. Сформировав устойчивый топ-6, клуб блестяще провёл регулярный чемпионат. На новый уровень вышел Евгений Кузнецов, ставший лучшим бомбардиром команды. Вратарь Брэйден Холтби повторил рекорд Мартина Бродёра по победам за сезон (48), а Александр Овечкин продолжил устанавливать новые рекорды клуба и лиги. Набрав 120 очков и одержав рекордные для клуба 56 побед, «Кэпиталз» завоевали второй в своей истории Президентский кубок. Однако успех в регулярном чемпионате снова сменился разочарованием в плей-офф. В первом раунде «Вашингтон» не без труда обыграл «Филадельфию» в шести матчах. По ходу серии «столичные» вели со счётом 3-0, однако потом у команды возникли проблемы с реализацией голевых моментов, что позволило «лётчикам» сократить счёт до минимального. Шестой матч серии «Кэпиталз» выиграли с минимальным счётом 1:0. В следующем круге соперником «Вашингтона» стал «Питтсбург Пингвинз», демонстрирующий яркую игру. «Кэпиталз» смогли выиграть лишь первый и пятый матчи серии, в итоге уступив будущему обладателю Кубка Стэнли со счётом 2-4. Таким образом, «Вашингтон» снова не смог преодолеть рубеж второго раунда.
Команда в межсезонье сохранила прошлогодний состав, а в дедлайн выменяла у «Сент-Луиса» одного из ведущих защитников «блюзменов» Кевина Шаттенкирка. Несмотря на это сезон 2016-17 во многом стал повторением предыдущего. По итогам регулярного чемпионата «Вашингтон» набрал на два очка меньше, чем год назад, и снова завоевал Президентский кубок. Памятуя о прошлогодней неудаче в плей-офф, Барри Троц по ходу чемпионата намеренно сокращал игровое время лидерам команды, чтобы сэкономить силы к играм «на вылет». В первом раунде Кубка Стэнли «Кэпиталз» противостоял «Торонто Мейпл Лифс», который попал в плей-офф впервые с 2013 года. Серия получилась очень упорной, все матчи завершились с разницей в одну шайбу. После трёх матчей «Вашингтон» уступал в серии со счётом 1-2, но далее смог одержать три победы подряд и выйти в следующий раунд, где его уже ожидал принципиальный соперник из Питтсбурга. Имея преимущество своей площадки, «Кэпиталз» уступили в двух стартовых матчах у себя на льду. В третьем матче «столичные» смогли одержать первую победу в серии, однако уже в следующем матче «Пингвинз» выигрывают, и счёт в серии становится 3-1 в пользу «Питтсбурга». Далее «Вашингтон» одерживает две победы и делает счёт в серии 3-3. В седьмом матче, несмотря на 29 нанесённых бросков по воротам соперника, «Вашингтон» ни разу не смог забить и уступил в матче со счётом 0:2. Таким образом, «Вашингтон Кэпиталз» второй год подряд проиграл во втором раунде «Питтсбург Пингвинз».
Перед сезоном 2017-18 клуб был вынужден расстаться с рядом ведущих игроков. Из-за перегруженной платёжной ведомости «Вашингтон» не смог удержать Джастина Уильямса, Карла Алзнера и Кевина Шаттенкирка, которые подписали контракты с другими клубами, а Маркус Юханссон был обменян в «Нью-Джерси Девилз». Кроме того, на драфте расширения «Вегас Голден Найтс» забрал Нэйта Шмидта. В то же время «Вашингтон» продлил контракты с Ти Джеем Оши и Евгением Кузнецовым на 8 лет, а с Дмитрием Орловым на 5 лет. После этих изменений многие уже не воспринимали команду в качестве фаворита в наступающем сезоне. Первый месяц регулярного чемпионата сезона 2017-18 «Вашингтон» провёл неровно, одержав в двенадцати матчах лишь 5 побед. Далее команда стала показывать более стабильную игру, по итогам чемпионата «Вашингтон» набрал 105 очков и третий год подряд выиграл Столичный дивизион, а Александр Овечкин забросил 49 шайб и завоевал свой 7-й «Морис Ришар Трофи». В первом раунде плей-офф «Кэпиталз» встречались с «Коламбус Блю Джекетс». Проиграв первые два матча на домашней площадке, «Вашингтон» выиграл затем 4 матча подряд и вышел в следующий раунд, где их соперником третий раз подряд стал «Питтсбург Пингвинз». Несмотря на поражение в первом матче, «Кэпиталз» уверенно провели серию и, уступив лишь ещё раз в четвёртом матче, победили 4-2. Решающую шайбу в овертайме шестого матча забил Кузнецов с передачи Овечкина. Таким образом, «Вашингтон» во второй раз в своей истории обыграл «Питтсбург», наконец преодолел проклятие второго раунда и впервые с 1998 года вышел в финал конференции. Там его ждала «Тампа-Бэй Лайтнинг», ставшая в чемпионате лучшей командой Востока и считавшаяся фаворитом. После первых двух матчей на выезде «Вашингтон» повёл в серии со счётом 2-0, однако далее потерпел три поражения подряд и оказался на грани вылета из плей-офф. Одержав «сухие» победы в 6-м и 7-м матчах, «Кэпиталз» вышли в финал Кубка Стэнли. Соперником по решающей серии стал дебютант лиги — клуб «Вегас Голден Найтс», чемпион Тихоокеанского дивизиона, потерпевший в трёх раундах плей-офф лишь три поражения. Первый матч финала выиграл «Вегас» со счётом 6:4, после чего «Вашингтон» победил четыре раза подряд (3:2, 3:1, 6:2, 4:3) и впервые в своей истории стал обладателем Кубка Стэнли. Капитан «Вашингтона» Александр Овечкин, забросив 15 шайб, стал лучшим снайпером розыгрыша Кубка Стэнли и завоевал «Конн Смайт Трофи» как самый ценный игрок плей-офф. Евгений Кузнецов набрал 32 очка (12+20) и стал лучшим бомбардиром розыгрыша. Кроме Кузнецова, ещё четверо игроков набрали 20 и более очков (Овечкин — 27, Бекстрём — 23, Оши — 21, Карлсон — 20). Существенный вклад в победу внесли также игроки 3-го и 4-го звеньев, не раз забивавшие важнейшие голы в ключевых ситуациях (так, два последних гола в пятом матче финала забили Смит-Пелли, сравнявший счёт в третьем периоде и Ларс Эллер, забивший победный гол). По ходу всех четырёх серий «Вашингтону» приходилось отыгрываться, но команда проявила стойкость духа и уверенность в себе, которой не хватало ей для победы в предыдущие годы. «Столичные» одержали в гостях 10 из 16 своих побед в розыгрыше, причём все четыре серии закончили на льду соперника.

#### Уход Барри Троца и неудачи в плей-офф
После чемпионского сезона главный тренер Барри Троц не смог договориться с генеральным менеджером клуба Брайаном Маклелланом о новом контракте и 18 июня 2018 года покинул свой пост. Во время драфта новичков «Вашингтон» обменял в «Колорадо Эвеланш» Брукса Орпика и Филиппа Грубауэра на право выбора во 2-м раунде драфта 2018, освободив таким образом место в платёжной ведомости, руководство клуба подписало новый контракт со своим ведущим защитником Джоном Карлсоном сроком на 8 лет на общую сумму $ 64 млн. 29 июня на вакантный пост главного тренера был назначен Тодд Рирден, проработавший последние четыре сезона в качестве помощника Барри Троца. 24 июля «Вашингтон» вернул себе ставшего свободным агентом Брукса Орпика, подписав с ним однолетний контракт на сумму $ 1 млн.
Сезон 2018/19 «Вашингтон» начал с крупной победы над «Бостоном» 7:0, этому матчу предшествовала церемония поднятия чемпионского баннера. В целом первую половину регулярного чемпионата «Кэпиталз» показывали стабильную игру и уверенно шли в зоне плей-офф, однако в середине сезона команда попала в игровой кризис. В период с 12 по 23 января потерпела 7 поражений подряд, а всего за январь «Вашингтон» одержал 3 победы и потерпел 9 поражений. Но уже в феврале «Кэпиталз» смогли преодолеть кризис и вернуться в число лидеров. По итогам регулярного чемпионата «Вашингтон» набрал 104 очка и в 4-й раз подряд стал чемпионом Столичного дивизиона, а Александр Овечкин с 51 шайбой в 8-й раз стал обладателем «Морис Ришар Трофи». Также по ходу сезона игроки «столичных» установили несколько персональных достижений. Никлас Бекстрём отдал свою 600-ю результативную передачу, Брукс Орпик провёл свой 1000-й матч, Александр Овечкин вышел на 1-е место в списке лучших российских бомбардиров НХЛ, обойдя Сергея Фёдорова, а также набрал своё 1200-е очко в регулярных чемпионатах НХЛ. В первом раунде плей-офф «Вашингтон» встречался с «Каролиной Харрикейнз», которая участвовала в матчах розыгрыша Кубка Стэнли впервые с 2009 года. Поведя в серии со счётом 2-0, хоккеисты «Вашингтона» не смогли развить успех и проиграли «Каролине» серию в семи матчах.
В сезоне 2019/20 «Вашингтон» стартовал с победы над действующим чемпионом «Сент-Луис Блюз». Игровой спад у команды пришёлся на февраль, когда «Кэпиталз» из 12 встреч выиграли только в четырёх. 22 февраля 2020 года Александр Овечкин забросил свою 700-ю шайбу в регулярных чемпионатах НХЛ, став 8-м игроком в истории, достигшим данной отметки. 23 февраля «Вашингтон Кэпиталз» приобрёл у «Монреаль Канадиенс» первого номера драфта 2001 года Илью Ковальчука. 12 марта сезон был приостановлен на неопределённый срок из-за пандемии коронавируса. 26 мая комиссар лиги Гэри Беттмэн объявил, что регулярный чемпионат доигран не будет, а сезон возобновится со стадии плей-офф. Таким образом «Кэпиталз» в 5-й раз подряд стали чемпионами Столичного дивизиона, а Александр Овечкин в 9-й раз завоевал «Морис Ришар Трофи», разделив его с нападающим «Бостон Брюинз» Давидом Пастрняком. В первом раунде плей-офф «Вашингтон» встретился с «Нью-Йорк Айлендерс», который возглавлял Барри Троц, приведший «столичных» к своему первому чемпионству в 2018 году. «Айлендерс» уверенно выиграли серию в пяти матчах, а «Кэпиталз» второй год подряд уступили в первом раунде. Через три дня Тодд Рирден был освобождён от должности главного тренера. 15 сентября новым главным тренером «Вашингтона» был назначен Питер Лавиолетт.
В межсезонье клуб покинули вратарь Брэйден Холтби, защитник Радко Гудас и нападающий Илья Ковальчук. В то же время команду пополнили ветераны Здено Хара и Хенрик Лундквист, однако перед сезоном шведский вратарь перенёс операцию на сердце и не смог выступить за «Кэпиталз». Таким образом клуб сделал ставку на двух молодых голкиперов Илью Самсонова и Витека Ванечека, а в качестве третьего вратарья на один год был подписан Крэйг Андерсон. Из-за продолжающейся пандемии коронавируса старт сезона 2020/21 был отложен до 13 января 2021 года, а также лига сократила регулярный чемпионат и изменила составы дивизионов. Каждая команда проводила по 56 матчей только со своими соперниками по дивизиону. «Вашингтон» был определён в Восточный дивизион вместе с «Баффало Сейбрз», «Бостон Брюинз», «Нью-Джерси Девилз», «Нью-Йорк Айлендерс», «Нью-Йорк Рейнджерс», «Питтсбург Пингвинз» и «Филадельфией Флайерз». 20 января четверо российских хоккеистов «Вашингтона»: Александр Овечкин, Илья Самсонов, Евгений Кузнецов и Дмитрий Орлов были отстранены от участия в тренировках и ближайших матчах из-за нарушения ковид-протокола. 5 марта нападающий Никлас Бекстрём отдал свою 700-ю голевую передачу в регулярных чемпионатах НХЛ, а 16 марта Александр Овечкин набрал своё 1300-е очко. Также по ходу сезона Овечкин обошёл Майка Гартнера и Фила Эспозито в списке лучших снайперов в истории НХЛ, однако в целом капитан «столичных» пропустил рекордные для себя 11 матчей в сезоне и впервые в своей карьере в НХЛ забросил менее 30 шайб в регулярном чемпионате. По итогам чемпионата «Вашингтон» занял 2-е место в своём дивизионе, уступив по дополнительным показателям лидерство «Питтсбургу». В первом раунде плей-офф соперником «Кэпиталз» стал «Бостон Брюинз», который обыграл столичную команду в пяти матчах.
Перед сезоном 2021/22 лига вернулась к привычному формату проведения чемпионата. Главной целью руководства клуба в межсезонье, было подписание нового контракта с Александром Овечкиным, который по итогам переговоров был заключён сроком на 5 лет и на общую сумму $ 47,5 млн. Также по итогам драфта расширения в состав новой команды «Сиэтл Кракен» из «Кэпиталз» отправился голкипер Витек Ванечек, однако уже через неделю «Сиэтл» обменял Ванечека обратно в «Вашингтон». По ходу сезона Александр Овечкин продолжил подниматься в списке лучших снайперов в истории лиги и по итогам регулярного чемпионата с 780 шайбами вышел в нём на общее 3-е место, а также вышел на 1-е место по количеству заброшенных шайб в большинстве за карьеру. 9 марта 2022 года, одноклубник Овечкина, Никлас Бекстрём набрал своё 1000-е очко в регулярных чемпионатах. «Вашингтон Кэпиталз» закончил регулярный чемпионат на 8-м месте в Восточной конференции, набрав 100 очков. В первом раунде плей-офф встретился с обладателем Президентского кубка 2022 «Флоридой Пантерз» и уступил ему в шести матчах. После своего чемпионского сезона «Вашингтон Кэпиталз» четвёртый год подряд уступает в первом раунде Кубка Стэнли.

## Статистика
Сокращения: И = сыгранные матчи в регулярном чемпионате, В = победы, П = поражения, ПО = поражения в овертаймах, О = очки, ЗШ = забитые шайбы, ПШ = пропущенные шайбы, Рег. чемп. = место, занятое в указанном дивизионе по итогам регулярного чемпионата, Плей-офф = результат в плей-офф
| Сезон   | И  | В  | П  | ПО | О   | ЗШ  | ПШ  | Рег. чемп.   | Плей-офф                                                                                |
| 2018-19 | 82 | 48 | 26 | 8  | 104 | 278 | 249 | 1, Столичный | проиграли в первом раунде, 3-4 («Каролина»)                                             |
| 2019-20 | 69 | 41 | 20 | 8  | 90  | 240 | 215 | 1, Столичный | проиграли в первом раунде, 1-4 («Айлендерс»)                                            |
| 2020-21 | 56 | 36 | 15 | 5  | 77  | 191 | 163 | 2, Восточный | проиграли в первом раунде, 1-4 («Бостон»)                                               |
| 2021-22 | 82 | 44 | 26 | 12 | 100 | 275 | 245 | 4, Столичный | проиграли в первом раунде, 2-4 («Флорида»)                                              |
| 2022-23 | 82 | 35 | 37 | 10 | 80  | 255 | 265 | 6, Столичный | не участвовали                                                                          |
| 2023-24 | 82 | 40 | 31 | 11 | 91  | 220 | 257 | 4, Столичный | проиграли в первом раунде, 0-4 («Рейнджерс»)                                            |
| 2024-25 | 82 | 51 | 22 | 9  | 111 | 288 | 232 | 1, Столичный | победили в первом раунде, 4-1 («Монреаль») проиграли во втором раунде, 1-4 («Каролина») |

## Команда

### Текущий состав
| №                         | Игрок                 | Страна                    | Хват    | Дата рождения             | Рост (см) | Вес (кг) | Средняя зарплата ($) | Контракт до |
| Вратари                   | Вратари               | Вратари                   | Вратари | Вратари                   | Вратари   | Вратари  | Вратари              | Вратари     |
| ------------------------- | --------------------- | ------------------------- | ------- | ------------------------- | --------- | -------- | -------------------- | ----------- |
| 33                        | Клей Стивенсон        | Канада                    | Левый   | 3 марта 1999 (26 лет)     | 193       | 88       | 775,000              | 2026/27     |
| 48                        | Логан Томпсон         | Канада                    | Правый  | 25 февраля 1997 (28 лет)  | 193       | 86       | 5,850,000            | 2030/31     |
| 79                        | Чарли Линдгрен        | Соединённые Штаты Америки | Правый  | 18 декабря 1993 (31 год)  | 185       | 83       | 3,000,000            | 2027/28     |
| Защитники                 |                       |                           |         |                           |           |          |                      |             |
| 2                         | Винсент Иорио         | Канада                    | Правый  | 14 ноября 2002 (22 года)  | 191       | 91       | 814,167              | 2025/26     |
| 3                         | Мэтт Рой              | Соединённые Штаты Америки | Правый  | 1 марта 1995 (30 лет)     | 185       | 93       | 5,500,000            | 2030/31     |
| 6                         | Джейкоб Чикран        | Канада                    | Левый   | 31 марта 1998 (27 лет)    | 191       | 91       | 9,000,000            | 2032/33     |
| 37                        | Луи Бельпедио         | Соединённые Штаты Америки | Правый  | 14 мая 1996 (29 лет)      | 178       | 86       | 775,000              | 2026/27     |
| 38                        | Расмус Сандин         | Швеция                    | Левый   | 7 марта 2000 (25 лет)     | 181       | 85       | 4,600,000            | 2028/29     |
| 42                        | Мартин Фегервари      | Словакия                  | Левый   | 6 октября 1999 (25 лет)   | 188       | 88       | 2,675,000            | 2025/26     |
| 47                        | Деклан Чисхолм        | Канада                    | Левый   | 12 января 2000 (25 лет)   | 185       | 86       | 1,600,000            | 2026/27     |
| 52                        | Дилан Макилрат        | Канада                    | Правый  | 20 апреля 1992 (33 года)  | 196       | 98       | 800,000              | 2026/27     |
| 57                        | Тревор Ван Римсдайк   | Соединённые Штаты Америки | Правый  | 24 июля 1991 (33 года)    | 188       | 85       | 3,000,000            | 2025/26     |
| 74                        | Джон Карлсон — А      | Соединённые Штаты Америки | Правый  | 10 января 1990 (35 лет)   | 190       | 98       | 8,000,000            | 2025/26     |
| Левые крайние нападающие  |                       |                           |         |                           |           |          |                      |             |
| 8                         | Александр Овечкин — К | Россия                    | Правый  | 17 сентября 1985 (39 лет) | 190       | 104      | 9,500,000            | 2025/26     |
| 15                        | Сонни Милано          | Соединённые Штаты Америки | Левый   | 12 мая 1996 (29 лет)      | 183       | 88       | 1,900,000            | 2025/26     |
| 63                        | Иван Мирошниченко     | Россия                    | Правый  | 4 февраля 2004 (21 год)   | 182       | 84       | 855,000              | 2025/26     |
| 72                        | Энтони Бовилье        | Канада                    | Левый   | 8 июня 1997 (28 лет)      | 180       | 77       | 2,750,000            | 2026/27     |
| Центрфорварды             |                       |                           |         |                           |           |          |                      |             |
| 9                         | Райан Леонард         | Соединённые Штаты Америки | Правый  | 21 января 2005 (20 лет)   | 180       | 82       | 950,000              | 2026/27     |
| 17                        | Дилан Строум          | Канада                    | Левый   | 7 марта 1997 (28 лет)     | 190       | 84       | 5,000,000            | 2027/28     |
| 21                        | Алексей Протас        | Беларусь                  | Левый   | 6 января 2001 (24 года)   | 196       | 86       | 3,375,000            | 2028/29     |
| 23                        | Майкл Сгарбосса       | Канада                    | Левый   | 25 июля 1992 (32 года)    | 180       | 79       | 775,000              | 2024/25     |
| 24                        | Коннор Макмайкл       | Канада                    | Левый   | 15 января 2001 (24 года)  | 183       | 85       | 2,100,000            | 2025/26     |
| 26                        | Ник Дауд              | Соединённые Штаты Америки | Правый  | 27 мая 1990 (35 лет)      | 185       | 79       | 3,000,000            | 2026/27     |
| 29                        | Хендрикс Лапьер       | Канада                    | Левый   | 9 февраля 2002 (23 года)  | 183       | 82       | 850,000              | 2025/26     |
| 80                        | Пьер-Люк Дюбуа        | Канада                    | Левый   | 24 июня 1998 (27 лет)     | 191       | 94       | 8,500,000            | 2030/31     |
| Правые крайние нападающие |                       |                           |         |                           |           |          |                      |             |
| 22                        | Брэндон Дюхэйм        | Соединённые Штаты Америки | Левый   | 22 мая 1997 (28 лет)      | 183       | 84       | 1,850,000            | 2025/26     |
| -                         | Джастин Сурдиф        | Канада                    | Правый  | 24 марта 2002 (23 года)   | 180       | 83       | 825,000              | 2026/27     |
| 43                        | Том Уилсон — А        | Канада                    | Правый  | 29 марта 1994 (31 год)    | 193       | 98       | 6,500,000            | 2030/31     |
| 53                        | Итан Фрэнк            | Соединённые Штаты Америки | Правый  | 5 февраля 1998 (27 лет)   | 180       | 84       | 775,000              | 2025/26     |
| -                         | Грэм Кларк            | Канада                    | Правый  | 24 апреля 2001 (24 года)  | 183       | 75       | 775,000              | 2025/26     |

### Штаб
| Должность            | Имя             | Страна                    | Дата рождения            | В должности |
| -------------------- | --------------- | ------------------------- | ------------------------ | ----------- |
| Генеральный менеджер | Крис Патрик     | Соединённые Штаты Америки | 2 января 1976 (49 лет)   | с 2024 года |
| Главный тренер       | Спенсер Карбери | Канада                    | 9 ноября 1981 (43 года)  | с 2023 года |
| Ассистент тренера    | Митч Лав        | Канада                    | 15 июня 1984 (41 год)    | с 2023 года |
| Ассистент тренера    | Скотт Аллен     | Соединённые Штаты Америки | 6 апреля 1966 (59 лет)   | с 2022 года |
| Ассистент тренера    | Кирк Мюллер     | Канада                    | 8 февраля 1966 (59 лет)  | с 2023 года |
| Ассистент тренера    | Кенни Маккадден | Канада                    | 6 августа 1961 (63 года) | с 2023 года |
| Тренер вратарей      | Скотт Мюррей    | Канада                    | 21 мая 1978 (47 лет)     | с 2017 года |

### Неиспользуемые номера
- 5 — Род Лэнгуэй, защитник (1982—1993). Выведен из обращения 26 ноября 1997 года.
- 7 — Ивон Лабре, защитник (1974—1980). Выведен из обращения 22 ноября 1980 года.
- 11 — Майк Гартнер, крайний нападающий (1979—1989). Выведен из обращения 28 декабря 2008 года.
- 32 — Дейл Хантер, центральный нападающий (1987—1999). Выведен из обращения 11 марта 2000 года.

В ряде СМИ прошла информация, что после завершения Александром Овечкиным карьеры игрока его номер 8 также будет выведен из обращения и навечно закреплён за ним.

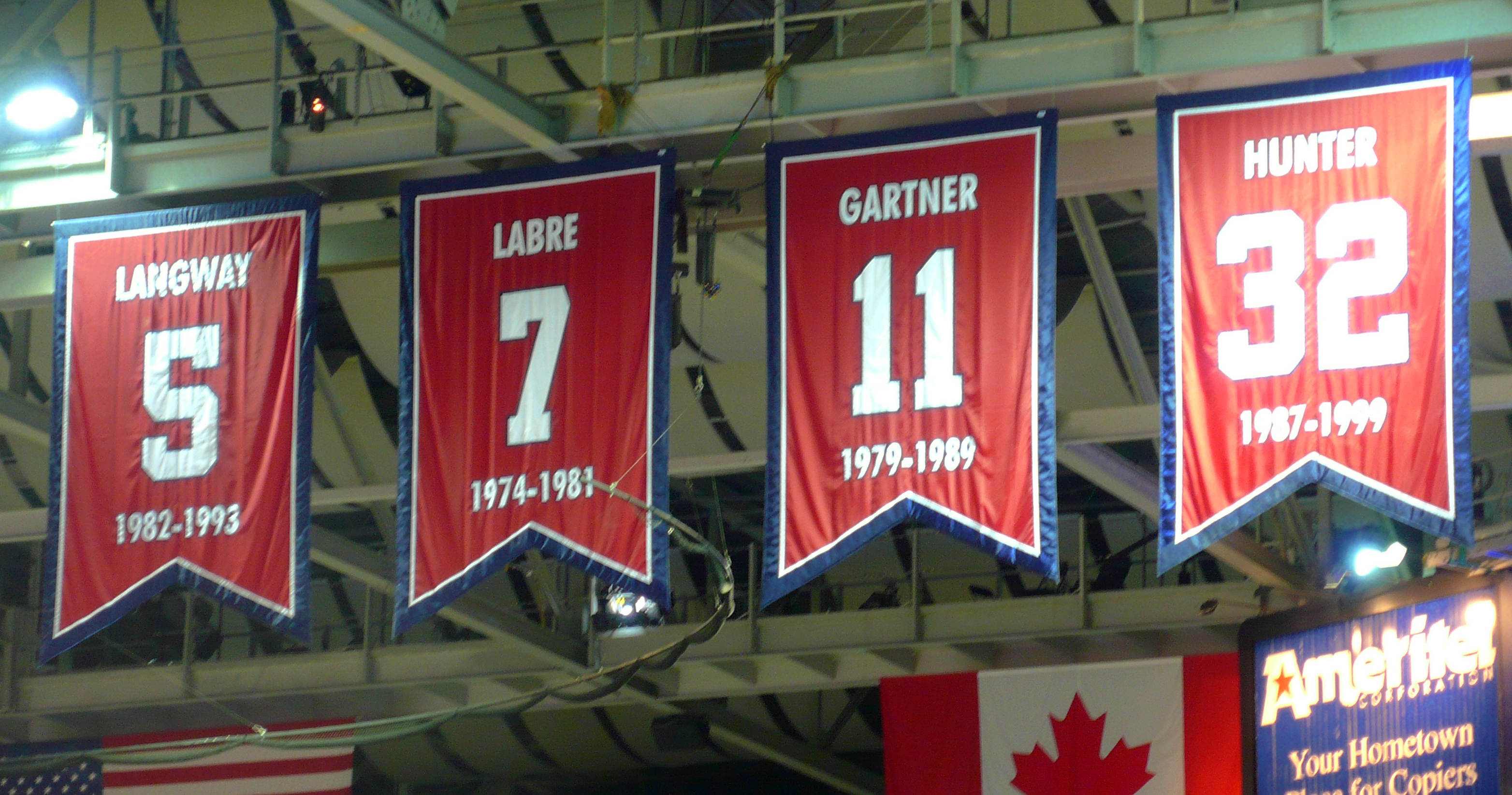
Неиспользуемые номера — Род Лэнгуэй, Ивон Лабре, Майк Гартнер, Дэйл Хантер

## Индивидуальные рекорды
Данные приведены по состоянию на 15.05.2025
В регулярных чемпионатах
- Количество очков: Александр Овечкин — 1623 (897+726) (2005—2025)
- Количество голов: Александр Овечкин — 897 (2005—2025)
- Количество передач: Никлас Бекстрём — 762 (2007—2023)
- Количество проведённых матчей: Александр Овечкин — 1491 (2005—2025)
- Количество очков среди защитников: Джон Карлсон — 725 (156+569) (2009—2025)
- Количество голов среди защитников: Джон Карлсон — 156 (2009—2025)
- Количество победных шайб: Александр Овечкин — 136 (2005—2025)
- Количество голов в большинстве: Александр Овечкин — 325 (2005—2025)
- Количество голов в большинстве среди защитников: Сергей Гончар — 53 (1994—2004)
- Количество голов в меньшинстве: Петер Бондра — 32 (1991—2003)
- Количество голов в овертайме: Александр Овечкин — 27 (2005—2025)
- Количество бросков в створ: Александр Овечкин — 6864 (2005—2025)
- Количество побед среди вратарей: Олаф Кёльциг — 301 (1989—2008)
- Количество проведённых матчей среди вратарей: Олаф Кёльциг — 711 (1989—2008)
- Количество сухих игр: Олаф Кёльциг — 35 (1989—2008), Брэйден Холтби — 35 (2010—2020)
- Наибольший процент отражённых бросков (для вратарей, отыгравших не менее 250 матчей): Брэйден Холтби — 91.6 (2010—2020)
- Лучший коэффициент надёжности (для вратарей, отыгравших не менее 250 матчей): Брэйден Холтби — 2.53 (2010—2020)
- Количество хет-триков: Александр Овечкин — 32 (2005—2025)
- Количество игр с двумя и более голами: Александр Овечкин — 179 (2005—2025)[45]
- Количество игр с четырьмя и более очками: Александр Овечкин — 32 (2005—2025)[46]
- Количество игр с тремя и более очками: Александр Овечкин — 140 (2005—2025)[47]
- Сезонов с 50 и более заброшенными шайбами: Александр Овечкин — 9 (2005—2025)
- Сезонов со 100 и более очками: Александр Овечкин — 4 (2005—2025)
- Сезонов подряд с 20 и более заброшенными шайбами: Александр Овечкин — 20 (2005—2025)
- Сезонов подряд с 30 и более заброшенными шайбами: Александр Овечкин — 19 (2005—2025)

В плей-офф
- Количество очков: Александр Овечкин — 147 (77+70) (2007—2025)
- Количество голов: Александр Овечкин — 77 (2007—2025)
- Количество передач: Никлас Бекстрём — 76 (2007—2022)
- Количество очков среди защитников: Джон Карлсон — 78 (2009—2025)
- Количество голов среди защитников: Джон Карлсон — 21 (2009—2025)
- Количество передач среди защитников: Джон Карлсон — 57 (2009—2025)
- Количество голов в большинстве: Александр Овечкин — 31 (2007—2025)
- Количество голов в большинстве среди защитников: Джон Карлсон — 13 (2009—2025)
- Количество голов в меньшинстве: Келли Миллер — 4 (1986—1998)
- Количество победных голов: Александр Овечкин — 11 (2007—2025)
- Количество победных голов среди защитников: Сергей Гончар — 3 (1994—2004)
- Количество проведённых матчей: Александр Овечкин — 161 (2007—2025)
- Количество бросков в створ: Александр Овечкин — 675 (2007—2025)
- Количество побед среди вратарей: Брэйден Холтби — 50 (2011—2020)
- Количество сухих игр: Брэйден Холтби — 7 (2011—2020)

В регулярных чемпионатах за сезон
- Количество очков: Деннис Марук — 136 (60+76 в 1981-82)
- Количество голов: Александр Овечкин — 65 (2007-08)
- Количество передач: Деннис Марук — 76 (1981-82)
- Количество штрафных минут: Алан Мэй — 339 (1989-90)
- Количество очков, набранных защитником: Лэрри Мёрфи — 81 (23+58 в 1986-87)
- Количество очков, набранных новичком: Александр Овечкин — 106 (52+54 в 2005-06)
- Количество голов среди защитников: Кевин Хэтчер — 34 (1992-93)
- Количество бросков в створ: Александр Овечкин — 528 (2008-09)
- Количество голов в большинстве: Александр Овечкин — 25 (2014-15)
- Количество голов в меньшинстве: Майк Гартнер — 6 (1986-87), Петер Бондра — 6 (1994-95)
- Количество победных шайб: Петер Бондра — 13 (1997-98)
- Коэфф. полезности: Джефф Шульц — +50 (2009-10),
- Количество голов в овертайме: Александр Овечкин — 3 (2010-11, 2013-14, 2017-18), Майк Грин — 3 (2007-08)
- Количество побед среди вратарей: Брэйден Холтби — 48 (2015-16)
- Количество сухих игр: Джим Кэри (1995—96), Брэйден Холтби — 9 (2014-15, 2016-17)
- Наибольший процент отражённых бросков (для вратарей, отыгравших не менее 20 матчей): Брэйден Холтби — 92.5 (2016-17)
- Лучший коэффициент надёжности: Брэйден Холтби — 2.07 (2016-17)
- Наибольшее количество отражённых бросков: Брэйден Холтби — 1887 (2014-15)

В плей-офф за сезон
- Количество очков: Евгений Кузнецов — 32 (12+20) (2017-18)
- Количество голов: Александр Овечкин — 15 (2017-18)
- Количество передач: Евгений Кузнецов — 20 (2017-18)
- Количество голов среди защитников: Сергей Гончар — 7 (1997-98)
- Количество очков среди защитников: Джон Карлсон — 20 (2017-18)
- Количество голов в большинстве: Джон Дрюс — 8 (1989-90)
- Количество победных голов: Джон Дрюс — 4 (1989-90), Джо Жюно — 4 (1997-98)
- Количество победных голов среди защитников: Сергей Гончар — 2 (1997-98), Скотт Стивенс — 2 (1985-86)
- Количество бросков в створ: Александр Овечкин — 99 (2017-18)
- Коэфф. полезности: Брукс Орпик — +17 (2017-18)
- Количество побед среди вратарей: Брэйден Холтби — 16 (2017-18)
- Количество сухих игр: Олаф Кёльциг — 4 (1997-98)

За игру
- Количество очков: Дино Сиссарелли — 7 (4+3, в 1989), Яромир Ягр — 7 (3+4, в 2003)
- Количество голов: Петер Бондра — 5 (в 1994)